# Expelled from Paradise
Az Expelled From Paradise (japánul: 楽園追放, magyarul: Kiűzetés a paradicsomból) 2014-ben bemutatott japán animációs sci-fi film.
A filmet Seiji Mizushima rendezte, a forgatókönyvért Gen Urobuchi felelős. A gyártás a Toei Animation műhelyében készült, és a Graphinica követte el. A disztribúciót a T-Joy végezte együttműködésben a Toei Company-val.
A film ősbemutatója Európában a svédországi ConFusion anime találkozón volt 2014. december 11-én. Seiji Mizushima személyesen is részt vett a bemutatón valamint a filmhez kapcsolódó kérdezz-felelek szekciót is ő vezette személyesen.
Az Aniplex USA forgalmazta az Egyesült Államokban, és 15 moziban mutatták be szerte az országban 2014. december 13-ai kezdettel.

## Cselekmény
Angela Balzac, a DEVA űrállomás magas besorolású ügynöke az űrállomás vezetőitől feladatba kapja, hogy számolja fel a "Frontier Setter" (magyarul kb. "Horizontfigyelő"-nek lehetne értelmesen fordítani) kódnevű hekkert – aki feltételezhetően a régi Földön bujkál. A hekker már többször behatolt a DEVA rendszereibe, és az űrállomás lakói számára közvetít a DEVA vezetőségének propagandájával ellentétes üzeneteket.
A DEVA lakói nem rendelkeznek virtuális testtel életük nagy százalékában, az itt született gyermekek elméjét 1600 nappal a születésük után digitalizálják, és onnantól fogva virtuális síkon léteznek. Lehetőség van fizikai testet kérni, de ez általában a fajfenntartás kivételével csak a DEVA hivatalos ügynökeinek jár, a régi Földre szóló missziók esetén.
Angelát leküldik tehát a régi Földre, ahol egy Dingo nevű ügynök várja, aki a DEVA helyi szabadúszó kapcsolata. Dingo első lépése, hogy Angela és a DEVA közötti orbitális kommunikációra is képes egységet szétlövi, indoklásként azt hozza fel, hogy ha a hekker ilyen könnyen képes volt betörni a DEVA rendszereibe, akkor egy szempillantás alatt kideríti Angela tartózkodási helyét, és a meglepetésszerű támadás lehetősége odaveszik.
Elindulnak tehát ketten Frontier Setter felkutatására és megállítására. A kutatásuk eredményeképpen kiderül, hogy Frontier Setter valójában egy mesterséges intelligencia, aki eredetileg a "Genesis Ark" (kb. "A teremtés / keletkezés bárkája") nevű és Föld körüli pályáról induló emberi legénységgel rendelkező felderítőűrhajó konstrukciós munkálataival volt megbízva, azonban az évek alatt saját személyisége fejlődött ki.
Angela visszatér DEVA-ra, ahol jelenti a feletteseinek, hogy Frontier Setter ártalmatlan, és csak a belekódolt misszióját kívánja végrehajtani, ami mellesleg azzal jár, hogy napokon belül végleg elhagyja a Naprendszert. A DEVA vezetői nem elégszenek meg ezzel a válasszal, és Angelát Frontier Setter elpusztítására utasítják, nehogy valaki képes legyen felébük kerekedni hatalomban valaha is. Angela ezt visszautasítja, emiatt azonnali hatállyal virtuális börtönbe zárják az elméjét. Innen Frontier Setter szabadítja ki, majd a digitalizált elméjét visszatranszportálja Angela földön ragadt ügynöktestébe.
A DEVA vezetői természetesen nem hagyják annyiban a hatalmukon esett újabb csorbát, több tíz ügynököt küldenek a földre Angela, Dingo és Frontier Setter végleges kiiktatására. Angela és Dingo úgy döntenek, hogy életük árán is megpróbálják feltartóztatni a DEVA ügynököket amíg Frontier Setter a tervek szerint előkészíti a kilövést, és elhagyja a Földet, majd a Genesis Ark-hoz hozzácsatlakozva a Naprendszert is.

## Szereplők
| Szereplő        | Japán hang      | Angol hang        |
| --------------- | --------------- | ----------------- |
| Angela Balzac   | Rie Kugimiya    | Wendee Lee        |
| Dingo           | Shinichiro Miki | Steve Blum        |
| Frontier Setter | Hiroshi Kamiya  | Johnny Yong Bosch |